# コーミゾ
コーミゾ（イタリア語: Comiso）は、イタリア共和国シチリア州ラグーザ県にある、人口約31,000人の基礎自治体（コムーネ）。

## 地理

### 位置・広がり

#### 隣接コムーネ
隣接するコムーネは以下の通り。
- キアラモンテ・グルフィ
- ラグーザ
- ヴィットーリア

## 交通

### 空港
- コーミゾ空港（英語版）

## 人物

### 著名な出身者
- サルヴァトール・アダモ - ベルギーの作曲家、歌手。